# Oćune
Oćune su naseljeno mjesto u općini Mrkonjić Grad, Republika Srpska, BiH.

## Stanovništvo

### 1991.
Nacionalni sastav stanovništva 1991. godine, bio je sljedeći:
ukupno: 447
- Srbi - 337
- Hrvati - 97
- Muslimani - 1
- Jugoslaveni - 10
- ostali, neopredijeljeni i nepoznato - 2

### 2013.
Nacionalni sastav stanovništva 2013. godine, bio je sljedeći:
ukupno: 221
- Srbi - 219
- Hrvati - 1
- ostali, neopredijeljeni i nepoznato - 1